# Vladimir Prebilič
Vladimir Prebilič, slovenski politik, zgodovinar in  obramboslovec; * 21. maj 1974, Ljubljana.
Na ljubljanski filozofski fakulteti je diplomiral iz zgodovine in geografije, kasneje pa na Fakulteti za družbene vede še magistriral in doktoriral iz obramboslovja. Deloval je v organih stranke Socialni demokrati in bil občinski svetnik. Leta 2009 je formalno in uradno izstopil iz stranke Socialnih demokratov. Leta 2010 je nastopil na lokalnih volitvah kot neodvisni kandidat za župana Občine Kočevje. in to funkcijo opravljal 14 let kot nepoklicni župan, zaposlen kot univerzitetni profesor na Fakulteti za družbene vede Univerze v Ljubljani. Od leta 2024 je redni profesor na Katedri za obramboslovje Fakultete za družbene vede.
Julija 2022 je napovedal kandidaturo za predsednika republike na predsedniških volitvah 2022. Uradno jo je vložil 20. septembra. Zasedel je 4. mesto in dobil 10,66 odstotka glasov. Na evropskih volitvah 2024 je bil kot nosilec liste stranke Vesna izvoljen za poslanca v Evropskem parlamentu.

## Izobrazba
Prebilič je diplomiral na Filozofski fakulteti v Ljubljani iz geografije in zgodovine. Leta 2001 je magistriral iz obramboslovja na Fakulteti za družbene vede v Ljubljani, leta 2004 pa še doktoriral na temo Logistike oboroženih sil Nemčije v času II. svetovne vojne.

## Kariera
Že v času študija je poučeval na Osnovni šoli Zbora odposlancev, Gimnaziji Kočevje ter na Ljudski univerzi Kočevje. Od leta 1999 do 2024 je bil zaposlen na Fakulteti za družbene vede Univerze v Ljubljani. Med letoma 2007 in 2011 je bil predstojnik Katedre za obramboslovje na FDV. Leta 2024 je bil na Univerzi v Ljubljani izvoljen v naziv redni profesor za področje obramboslovja na Fakulteti za družbene vede. Je še vedno nosilec predmetov vojaška zgodovina, obramboslovna geografija na dodiplomski ravni ter geopolitika na podiplomski ravni. Njegova bibliografija šteje preko 600 bibliografskih enot, od tega 48 izvirnih znanstvenih člankov, 17 monografij, bil pa je mentor več kot 180 diplomskim, magistrskim in doktorskemu delu. Od 2020 do 2023 je bil član predsedstva Združenja občin Slovenije ter predsedstva Skupnosti občin Slovenije. Od oktobra 2022 do julija 2024 je bil predsednik Skupnosti občin Slovenije. Januarja 2022 je podal pobudo za ustanovitev Kluba neodvisnih županj in županov.

## Politična kariera
Leta 2002 je na lokalnih volitvah v Kočevju kandidiral na listi stranke SD in bil izvoljen za občinskega svetnika. Postal je predsednik Odbora za finance in gospodarstvo v Občini Kočevje. Leta 2003 ga je občinski svet izvolil za podžupana Občine Kočevje, funkcijo je opravljal do leta 2006. Dve leti kasneje je bil na kongresu SD izvoljen v predsedstvo stranke ter postal predsednik Odbora za obrambo pri tej stranki. Istega leta ga je stranka imenovala za osebnega svetovalca takratnega predsednika stranke Boruta Pahorja za področje notranje politike. 

### Župan Občine Kočevje
Leta 2010 je bil prvič izvoljen za župana Občine Kočevje, ko je s 60 % glasov premagal prejšnjega župana Janka Vebra. Za tem je bil z visoko podporo izvoljen še trikrat, 2014, 2018 in 2022. Kot predsedniku društva Moja Kočevska mu uspelo z listo zagotoviti večino v občinskem svetu Občine Kočevje. V času njegovega vodenja občine, je ta prejela leta 2018 priznanje Zlati kamen za najbolj prodorno občino v Republiki Sloveniji. Funkcija župana mu je prenehala z izvolitvijo v Evropski parlament. 

### Zunanja politika
Prebilič zastopa Slovenijo v več mednarodnih telesih. Je član slovenske delegacije v Svetu regij pri Evropski uniji. Prebilič je bil med leti 2019 in 2021 prvi podpredsednik skupine Socialistov, zelenih in progresivnih demokratov v Kongresu lokalnih oblasti in regij pri Svetu Evrope med leti 2021 in 2024 pa predsednik. Med 2022 in 2024 je bil poročevalec za etiko, transparentnost in protikorupcijo Kongresa lokalnih in regionalnih oblasti pri Svetu Evrope ter poročevalec pri implementaciji Evropske listine za lokalno samoupravo za: Združeno kraljestvo, Irsko, Turčijo in Moldavijo. Bil je vodja številnih opazovalnih misij Sveta Evrope pri izvajanju lokalnih volitev v državah članicah. Prav tako je član projektne skupine za prenos znanja v Irak, znotraj programa Združenih narodov za razvoj.

### Kandidatura na predsedniških volitvah 2022
Julija 2022 je Prebilič napovedal, da bo kandidiral na volitvah za predsednika republike 2022 kot neodvisen kandidat s podporo volivk in volivcev. Podpirajo ga županski kolegi iz Kluba neodvisnih županj in županov. Kandidaturo je uradno vložil v torek, 20. septembra 2022 s podporo stranke VESNA in 3000 volivcev. Predlog kandidature je vložila stranka VESNA. Kot ključne točke svojega programa je izpostavljal skrb za okolje, mlade, ohranitev stabilnih sistemov javnih storitev in jih narediti dostopne za vse ter decentralizacijo. Kot državnika, ki mu je vzor, je navedel Alexandra van der Bellena.
Na volitvah 23. oktobra je zasedel 4. mesto in se s tem ni uvrstil v drugi krog. Prejel je 92.456 oz. 10,60 % glasov.

### Evropske volitve 2024
Prebilič je decembra 2023 za medije dejal, da resno razmišlja o kandidaturi za evropskega poslanca na volitvah v Evropski parlament 2024. Opravil naj bi več pogovorov, kot možna partnerja je potrdil zunajparlamentarni stranki DeSUS in Vesna. Javnomnenjska anketa, ki jo je za časopis Dnevnik decembra izvedla agencija Ninamedia, je sicer Prebiličevi morebitni listi namerila 8,3 % glasov, kar bi mu prineslo en mandat v Evropskem parlamentu.
Sodelovanje so v stranki DeSUS konec januarja 2024 zavrnili. 7. februarja 2024 je stranka VESNA potrdila, da bo Prebilič nosilec njihove kandidatne liste. Listo so vložili 22. aprila 2024.
Stranka Vesna je na volitvah 9. junija dobila 10,52 % glasov, Prebilič pa je bil z 52.178 preferenčnimi glasovi izvoljen za slovenskega evroposlanca. Z nastopom evropske funkcije, 16. julija 2024, mu je županska prenehala. V Evropskem parlamentu je Prebilič postal član odbora za regionalni razvoj, ter nadomestni član v odboru za zunanjo politiko ter nadomestni član v odboru za ekonomske zadeve. Je stalni poročevalec Evropskega parlamenta za Indijo in član delegacij Evropskega parlamenta za Srbijo in Severno Makedonijo.

### Državnozborske volitve 2026
23. junija 2025 je napovedal, da ustanavlja stranko, s katero se bo podal na prihajajoče državnozborske volitve. Med ožjimi sodelavci je izpostavil obramboslovca Klemna Grošlja in svetovalca Matijo Sevška. Ustanovni kongres bo potekal 18. oktobra. Prebilič je ob tem dejal, da ne namerava vrniti mandata evroposlanca, dokler ne pride do nezdružljivosti funkcij.

## Zasebno življenje
Je poročen in oče dveh hčera.     

## Dela
- Boj na Holmcu, 27.–28. junij 1991 in Koroška v vojni za obrambo neodvisnosti Republike Slovenije, soavtor (2006)
- Vojaška logistika: teorija in zgodovina, soavtor (2006)
- Euro-Atlantic integration and the role of the parliament, soavtor (2008)
- Osamosvojitev Slovenije: priročnik za učitelje osnovnih in srednjih šol, soavtor (2008)
- Varnost, humanitarnost, obnova in razvoj: mirovne operacije - pokonfliktne varnostne, ekonomske, finančne, humanitarne, stabilizacijske in rekonstrukcijske teorije, prakse in dileme, soavtor (2009)
- Koroški boj za samostojno in neodvisno Slovenijo, soavtor (2018)
- PREBILIČ, Vladimir, GUŠTIN, Damijan. History of the Western Balkans gateway : a geostrategic consideration of Slovenian territory. Ljubljana: Fakulteta za družbene vede, Založba FDV, 2024.
- BAČLIJA BRAJNIK, Irena, PREBILIČ, Vladimir. Finančni viri slovenskih občin. Ljubljana: Fakulteta za družbene vede, Založba FDV, 2023.
- KUKOVIČ, Simona, HAČEK, Miro, PREBILIČ, Vladimir. Domoljubna in državljanska zavest med mladimi. 1. izd. Ljubljana: Fakulteta za družbene vede, Založba FDV, 2022.